# Cernon (Jura)
Cernon é uma comuna francesa na região administrativa de Borgonha-Franco-Condado, no departamento de Jura. Estende-se por uma área de 16,45 km². Em 2010 a comuna tinha 246 habitantes (densidade: 15 hab./km²).